# 桜井亜美
桜井 亜美（さくらい あみ）は、日本の小説家、詩人、映画監督。東京都出身。

## 経歴
1996年に『イノセント ワールド』でデビュー。この作品は竹内結子、安藤政信主演で映画化された。デビュー当初は、現役女子高生の覆面作家という噂が流れたが、これは作品の構成的なトラップや文体のイメージが生んだものである。
現在は映像制作にも積極的に取り組んでいる他、清涼院流水が立ち上げたプロジェクト「The BBB」（Breakthrough Bandwagon Books）に参加し、英語版の著作を発表している。
2018年、ミドルネームを入れ「桜井 Michelle 亜美」を正式名としている。

## 作風
どの物語も殆ど「十代の少女」が主人公であり、恋や時代に翻弄されながら生きていく姿を描いた刹那的な内容のものが多い。「MADE IN HEAVEN」あたりから主人公の年齢や職業設定が多彩になっている。
幻冬舎文庫の表紙はほとんどが蜷川実花の撮影である。

## 作品

### 小説
- イノセント ワールド （1996年3月 幻冬舎 / 1997年4月25日初版発行 幻冬舎文庫）

後に竹内結子主演で、『イノセントワールド 』(下山天監督)として映画化
- ガール （1997年3月 幻冬舎 / 1997年6月25日初版発行 幻冬舎文庫）
- エヴリシング （1997年11月25日初版発行 幻冬舎文庫）
- 14 fourteen （1997年12月 幻冬舎 / 1999年2月25日初版発行 幻冬舎文庫）
- トゥモロウズ・ソング （1998年2月25日初版発行 幻冬舎文庫）
- ヴァージン・エクササイズ （1998年2月25日初版発行 幻冬舎文庫）
- ファイナル・ブルー 永遠 （1998年8月25日初版発行 幻冬舎文庫）
- サーフ・スプラッシュ　（1999年2月25日初版発行 幻冬舎文庫）
- LOVE SONGS （1999年4月 幻冬舎文庫）※アンソロジー
- believe 光の輝き （1999年8月25日初版発行 幻冬舎文庫）
- French kiss （1999年12月25日初版発行 幻冬舎文庫）
- GENESIS （2000年2月25日初版発行 幻冬舎文庫）
- LOVE ASH （2000年4月25日初版発行 幻冬舎文庫）
- alones （2000年6月25日初版発行 幻冬舎文庫）
- ヴァーミリオン （2000年8月25日初版発行 幻冬舎文庫）
- シンクロニティ （2000年10月25日初版発行 幻冬舎文庫）
- FIREFLY （2000年12月25日初版発行 幻冬舎文庫）
- ワンダーウォール （2001年2月25日初版発行 幻冬舎文庫）
- セクシャル （2001年8月25日初版発行 幻冬舎文庫）
- MADE IN HEAVEN Juri （2001年12月 幻冬舎 / 2003年7月 幻冬舎文庫）
- MADE IN HEAVEN Kazemichi （2001年12月 幻冬舎 / 2003年7月 幻冬舎文庫）
- デジャ・ビュ （2001年12月25日初版発行 幻冬舎文庫）
- The 2nd Lovers （2002年4月25日初版発行 幻冬舎文庫）
- 神曲 ～Welcome to Trance World （2002年11月10日初版発行 幻冬舎 / 2004年3月 幻冬舎文庫）
- fragile （2002年12月10日初版発行 幻冬舎 / 2004年3月 幻冬舎文庫）
- First Love（2002年12月30日初版発行 朝日新聞社 / 2006年2月 幻冬舎文庫）
- クロムハート （2003年4月15日初版発行 幻冬舎文庫）
- Miracle （2003年7月25日初版発行 幻冬舎 / 2005年8月 幻冬舎文庫）
- Frozen Ecstasy Shake （2003年10月3日初版発行 講談社 /2008年1月 講談社文庫）
- with you （2004年3月 幻冬舎 / 2005年8月 幻冬舎文庫）※アンソロジー
- 空の香りを愛するように （2004年3月25日初版発行 幻冬舎 / 2006年8月 幻冬舎文庫）
- チェルシー  （2004年6月10日初版発行 講談社 / 2007年6月 講談社文庫）
- R.I.P. （2004年7月30日初版発行 幻冬舎 / 2007年6月 幻冬舎文庫）
- Apri*kiss （2004年8月25日初版発行 幻冬舎文庫）
- Lyrical murderer （2005年2月10日初版発行 幻冬舎文庫）
- 勝つ恋愛! love・exercise （2005年3月 幻冬舎）※エッセイ
- Mermaid Skin Boots （2005年10月 幻冬舎）
- Singer song lovers （2006年6月 幻冬舎文庫）
- シックス・ルーン 1(星ヲ守ル者たち) （2006年8月 ソニー・マガジンズ）
- 虹の女神 Rainbow Song （2006年9月 幻冬舎文庫）
- ツギハギ姫と波乗り王子 （2007年1月 幻冬舎）
- シックス・ルーン 2(美シキ悪魔ノ戀) （2007年7月 ヴィレッジブックス）
- Holly flow （2007年10月 幻冬舎文庫）
- PLANETARIUM （2008年4月 幻冬舎文庫）
- 空になりたい WANT TO BE THE SKY （2008年4月 講談社）
- GOOD LUCK Mariage （2008年8月 幻冬舎文庫）
- 幸せな恋のはじめかた （2008年9月 角川書店 / 2011年2月 角川文庫）
- スキマ猫 （2009年7月 祥伝社 / 2012年7月 祥伝社文庫）
- LASTDIARY （2009年9月 幻冬舎）
- ムラサキミント （2010年8月 祥伝社文庫）
- 不幸な恋の終らせかた （2011年1月 角川文庫）
- 禁触 a BOY loves WOMAN （2012年2月 幻冬舎文庫）
- FUKUSHIMA DAY （2012年2月 祥伝社）
- アンドゥ・ラブ　あの日のわたしを離さないで (My Story Box) （2015年12月 Amazon　Kindle版）
- シチュエーション・ラヴ(twitter小説に加筆し、公式サイトで公開)　(2020年7月 https://eternalwind.jp/situationlove/)

#### 自著の翻訳
- Innocent World（『イノセント ワールド』の英語版　 ペーパーバック　2004年10月）
- Girl recruits her God: Chapters 1-7（『ガール』の英語版「The BBB」にて電子書籍化[1]  2016年12月）

#### 漫画原作
- ageha （2006年6月 講談社別冊フレンドコミックス ）※画：渡辺あゆ

### 映像

#### 映画
- 虹の女神 Rainbow Song（2006年10月28日公開、東宝） - 原案担当、網野酸、齊藤美如と共同脚本担当、小説化担当。プロデューサーは岩井俊二、監督は熊澤尚人。主演は上野樹里, 市原隼人。
- 東京小説 乙桜学園祭「人魚姫と王子」（2007年6月2日公開） - 監督、脚本　※安達寛高(乙一)とのオムニバス作品。主演はつぐみ (女優)。共演は柏原収史, 高良健吾,　真中瞳(東風万智子)ら。
- 天体小説　乙桜学園祭2「PLANETARIUM」（2009年9月26日公開） - 監督、脚本、編集　※安達寛高とのオムニバス作品。主演は中谷友保(阿部トモ)
- FUKUSHIMA DAY（2012年3月24日公開、ロックウェルアイズ） - 監督、脚本、編集。主演は長屋和彰
- ぼくたちは上手にゆっくりできない「花火カフェ」（2015年3月28日公開、リアルコーヒーエンタテインメント） - 監督、脚本、編集　※安達寛高、舞城王太郎とのオムニバス作品。安達寛高、桜井亜美、舞城王太郎。主演は小松彩夏,吉村卓也
- 「girl」を翻訳した英語小説「Girl recruits her "God"」の刊行を記念して、同名の短編映画(35分)を、於保佐代子、柾木玲弥、津田寛治らのキャストで製作。「LA Underground Film Festival」「Polish International Film Festival」「Women's only Entertainment Film Festival」「New York States Film Festival」「Aukland international Film Festival」「Amsterdam International Filmmaker Festival」 「World of Film International Festival Glasgow」などのオフィシャル・セレクションに選ばれた。また2020年９月、「New filmmakers NY」のセミファイナリストに。
- FUKUSHIMA DAY　の上映会「長屋を止めるな」を原宿CUPSULEで行い、ミニ演劇「「俳優 桐谷和明のトリセツ」を上演した。(主演　長屋和彰　共演　大沢真一郎 　市原洋　)（2019年4月27日）
- LAで製作・撮影した短編「SAMURAI SPIRIT」(監督・編集)が、「Best Grobal Shorts」「300 Second Shorts Film Festival」に入選を果たした(2020年9月　主演は Tomo Abe)
- 2018年から、脚本、セリフとも英語のwebドラマ「HERZ」を製作、複数の欧米映画祭で入選を果たす。
- 2020年12月、twitterに連載した小説をベースとした監督映画作品「シチュエーション　ラヴ」を撮影。2021年、編集完成。　小野莉奈、平井亜門　という「アルプススタンドのはしの方」のコンビをW主演に起用。映研メンバーとして　森岡龍、皆川暢二、山口友和、イトウハルヒ、小西貴大、土山茜が出演している。コロナ禍で撮影が中断された大学映研サークルの自主映画「スーパームーン」が再起動したことで思わぬ状況が発生し、メンバーたちの間に激震が走る。2021年8月6日(金曜)~8月12日(木曜)、池袋シネマ・ロサ　にて期間限定で劇場公開の予定。消えた映画のデータを巡るスピンオフ映画「スーパームーン」(出演: 山口友和　大沢真一郎 　中村守里  撮影: 曽根剛)も同時上映する。この作品はStockfolm City Film Festivalのセミファイナリストに選出、NYのImagin This Woman's Film Festivalなど多数の映画祭でオフィシャル・セレクションに選出されている。
- 2025年　初長編監督作品「パーフェクト・シェアハウス」が完成した。佐々木ありさ、濱田龍臣がダブル主演を務め、シェアハウスの同居人に　平井亜門　於保佐代子　運営側に津田寛治　園山敬介　葛堂里奈　三輪隆　が出演している。謎の埋立地に建設された実験的なシェアハウスにオーディションで採用された4人の男女は、2組の擬似カップルとして動画配信を行い、不動産企業の宣伝をしている。しかし、ある夜、ヒロインの視覚障害を持つ凛(佐々木)に性加害の被害疑惑が起こったことから、4人の関係はひび割れていき・・・。英国レインダンス映画祭の日本支部版JIFFで長編部門の審査員特別賞を受賞。3月15日からのK's cinemaでの上映ではキャスト全員参加の舞台挨拶が即完売し、SF的要素も取り入れた演劇的な演出が話題を呼んだ。その後、４月９日から大阪シアターセブン、５月以降は東京、京都と上映が予定されている。

#### テレビドラマ
- 上野樹里と5つの鞄「ある朝、ひなたは突然に」（2009年、WOWOW 監督　萩生田宏治） - 脚本を担当。主演は上野樹里, 濱田岳

### その他(DVD、受賞など)
- 「人魚姫と王子」「PLANETARIUM」「最高の夏休み」をDVD「PLANETARIUM　桜井亜美フィルムブック」としてアップリンク (映画会社)から発売。
- 監督を務めた「花火カフェ」が収録されたオムニバス映画「ぼくたちは上手にゆっくりできない。」が、ハピネットから発売される。
- 小説「girl」の英語版「Girl recruits her "God"」をベースとした同名の短編映画で、Polish International Film Festivalのセミファイナリスト、Aukland International Film Festival ではファイナリストと助演男優賞(津田寛治) に選ばれた。またAmsterdam  Filmmaker Festivalでファイナリストとなり、主演の於保佐代子が外国映画主演女優賞、短編外国映画脚本賞、短編外国映画監督賞にノミネート。外国映画主演女優賞を受賞した。
- 「シチュエーションラヴ( 英語タイトル　SITUATIONAL LOVE)が2022年9月、スペイン、バルセロナで行われているLOVE & HOPE INTERNATIONAL FILM FESTIVAL (LHIFF)で、最優秀長編脚本賞を受賞。イタリアのVesvius Film Festivalで「Best Covid19」部門を受賞。
- 「パーフェクト・シェアハウス」が2025年英国レインダンス映画祭の日本支部JIFFの長編部門審査員特別賞を受賞